# محمد علي الحمامي
السيّد محمد علي بن حسين بن علي الموسوي الحَمّامي (1921 - 9 أكتوبر 1998) (1340 - 18 جمادى الآخرة 1419) فقيه جعفري عراقي. ولد في النجف لعائلة موسوية ونشأ بها على والده. قرأ مقدماته في الفقه وأصوله ثم السطوح على علماء عصره ثم حضر الأبحاث العالية على أبو القاسم الخوئي وغيره حتى برز في الفقه. اشتغل بالتدريس وإمامة الجماعة في العتبة العلوية، وتصدى للمرجعية والفتيا. كما اهتم بالأدب وكان شاعرًا. له عدة مؤلفات دينية وديوان أشعار مخطوط. 

## سيرته
هو محمد علي بن حسين بن علي بن هاشم بن محمد بن جعفر الحمامي الموسوي. ولد في النجف سنة 1340 هـ/ 1921 م ونشأ على والده الفقيه المتوفي سنة 1379 هـ/ 1959 م. أخذ عن جملة من الفقهاء، أبرزهم: محمد تقي بحر العلوم، وعلي سماكة. تخرج في الأبحاث العالية على باقر الزنجاني، وأبو القاسم الخوئي، ووالده.

ثم استقل بالدرس فتخرج عليه جمع من الطلبة منهم: حسين بحر العلوم، محمد رضا العامري، عبد الأمير قبلان، عبد الستار الحسني. كما كان يقيم صلاة الجماعة في الصحن الحيدري. وقد تعطلت صلاة الجماعة وأغلق باب منزله سنوات طويلة، ثم عاد إلى ممارسة نشاطاته وتصدى للمرجعية والفتيا.

توفي بالنجف على أثر مرض عضال لازمه مدة يوم 18 جمادى الآخرة 1419/ 9 أكتوبر 1998 ودفن في العتبة العلوية. 

## شعره
كان شاعرًا أديبًا له مكانة أدبية بارزة أيام شبابه، غير أنه أنصرف عن النظم إلى الشؤون الدينية. جاء في معجم البابطين عنه «نظم في عدد من أغراض الشعر، غلب عليه الغزل، ومالت قصائده إلى الغنائية التي تشف عناوينها عن الجانب الذاتي لديه: «قلب الشاعر» و«آهات متفاعلة» و«كأس الشاعر» و«حدثيني» (التي عارض فيها قصيدة الجواهري الشهيرة «جربيني») وكل ذلك يسمح بظهور مساحات من الإحساس بالذات والاعتداد بالنفس، وهي صيغ تتضافر مع غيرها مما تطرحه قصائده لتقربه من إطار المدرسة الرومانسية.»  ومن شعره قصيدة بعنوان «كأس الشاعر» نظمه سنة 1369 هـ:

## آثاره
له عدة مؤلفات:
- «هداية العقول في شرح كفاية الأصول»: في ستة أجزاء
- «هداية المسترشدين»: رسالته العلمية.
- «المطالعات في مختلف المؤلفات»: في ثلاثة أجزاء.
- تقريرات الأصول من بحث والده
- تاريخ الخلافة الإسلامية
- ديوان شعره